# Savoia-Marchetti SM.79
Le Savoia-Marchetti SM.79 Sparviero (Épervier) est un bombardier moyen trimoteur italien qui servit principalement durant la Seconde Guerre mondiale. Initialement conçu comme avion de transport de passagers, ce monoplan à ailes basses décrocha, durant la période 1937 - 1939, près de 26 records de vitesses, devenant ainsi le bombardier moyen le plus rapide de cette période. 
Le SM.79 servit pour la première fois durant la Guerre d'Espagne et ensuite sur tous les fronts où l'Italie était engagée, mais c'est en Méditerranée où il démontra tout son potentiel de bombardier-torpilleur contre la flotte britannique. Avion robuste malgré une structure légère en bois et métal et apprécié de ses équipages, il est certainement l'avion italien le plus connu de la Seconde Guerre mondiale. Sa silhouette facilement reconnaissable avec sa « bosse », lui valut le surnom de « Gobbo Maledetto » (« Maudit bossu »). Produit à quelque 1 300 exemplaires, il fut le bombardier italien le plus fabriqué durant la Seconde Guerre mondiale, et certains d'entre eux sont restés en service jusqu'en 1952.

## Conception
Son premier vol eut lieu le 8 octobre 1934. Entré en service en 1935 dans la Regia Aeronautica Italiana, le SM.79 est dérivé de l'avion de transport SM.73 qui datait de 1934 et a conservé de son prédécesseur la forme trimoteur monoplan à ailes basses et train fixe, avec une structure en bois et métal ainsi qu'un revêtement en bois et toile, des moteurs de 700 à 1 000 ch suivant les versions qui furent adoptées.

## Engagements
- Guerre civile espagnole
- Seconde Guerre mondiale
  - Europe
  - Afrique et Méditerranée
    - Guerre anglo-irakienne du printemps 1941

  - Front de l'Est
- Guerre israélo-arabe de 1948-1949[réf. nécessaire]

## Versions
- SM.79P : Prototype équipé d'un moteur Piaggio Stella de 610 ch.
- SM.79-I : Bombardier équipé de moteurs Alfa Romeo 125 RC 35 ou 126 RC 34 de 780 ch, emportant aussi bien des bombes que des torpilles.
- SM.79-II : Version spécialisée dans le torpillage équipée de moteurs Piaggio P.IX RC 40 de 1 000 ch ou de  Fiat A.80 RC 41 de 1 030 ch et de deux torpilles de 450 mm.
- SM.79-III : Version similaire au SM.79-II mais sans gondole ventrale et doté d'un armement défensif plus important.
- SM.79C : Version de transport de VIP propulsée par des Piaggio P.XI RC 40 et dépourvue d'armement.
- SM.79B : Bimoteur de transport pour l'exportation.
- SM.79JR : Version destinée à la Roumanie équipée de moteur Junkers Jumo 211Da en ligne.
- SM.79K : Version pour la Yougoslavie.
- SM.79T : Version de transport VIP à long rayon d'action.

## Pays utilisateurs
- Belgique
- Brésil
- Espagne
- Irak
- Italie
- Italie
- Liban
- Roumanie
- Yougoslavie

## Mention littéraire
Dans le chapitre « Pauci sed semper immites » de son livre Quand l'ombre se détache du sol (1994), l'écrivain italien Daniele Del Giudice rapporte les souvenirs d'un pilote de Settantanove durant la Seconde Guerre mondiale et les raids que son équipage faisait en Méditerranée depuis les bases italiennes de Rhodes et Panteleria.